# Nhông đuôi dài
Nhông đuôi dài, tên khoa học Bronchocela orlovi, hay nhông rừng Orlov, là một loài thằn lằn trong họ Agamidae. Loài này được Hallermann mô tả khoa học đầu tiên năm 2004. Chúng là loài đặc hữu của Việt Nam.